# 川手生巳也
川手 生巳也（かわて ふみや、1929年9月10日 - 2022年9月26日）は、日本の経営者。日産火災海上保険社長、会長を務めた。静岡県出身。

## 経歴
静岡県立静岡中学校を経て、1949年、山口経済専門学校卒業。同年、日産火災海上保険に入社。1982年7月、取締役。1985年7月に常務、1988年4月に専務を経て、1989年6月、社長。1995年6月、会長。2000年6月に相談役に就任。
1993年11月に藍綬褒章を受章。
2022年9月26日肺炎のために死去。93歳没。